# Hôtel d'Hercule
El antiguo Hôtel d'Hercule es un hôtel particulier ubicado en 5-7 rue des Grands-Augustins, en el 6 distrito de París. Está registrado como monumento histórico desde el 22 de febrero de 1926.

## Historia
Fue llamado así porque allí se pintaron obras de este antiguo héroe, fue ocupado por primera vez por el Conde de Sancerre y comprado en 1409 por Barthélemy Le Viste, consejero del Parlamento de París. Jean de la Driesche, presidente de la Cámara de Cuentas, habiéndolo adquirido, lo hizo reconstruir y poco después lo vendió a Louis de Halluin, señor de Piennes y chambelán del rey. Carlos VII lo compró, por 10 000 libras, por contrato firmado el 25 de junio de 1493. Durante el reinado de Luis XII, este hotel fue ocupado por Guillaume de Poitiers, señor de Clérieu. El canciller Duprat entonces vivía allí. En 1573 pertenecía a Antoine Duprat, nieto del canciller y señor de Nantouillet. Esta vivienda era entonces muy vasta y se extendía hasta la segunda casa, de este lado de la rue Pavée, y en profundidad, hasta los jardines del abad de Saint-Denis. En parte de su solar se construyó el Hôtel de Savoie o de Nemours. En 1671, esta última propiedad fue demolida y en su sitio se construyó la rue de Savoie, con un ancho de 7,90 m que fue mantenida por una decisión ministerial firmada Chaptal. Las propiedades frente al Sena están alineadas.

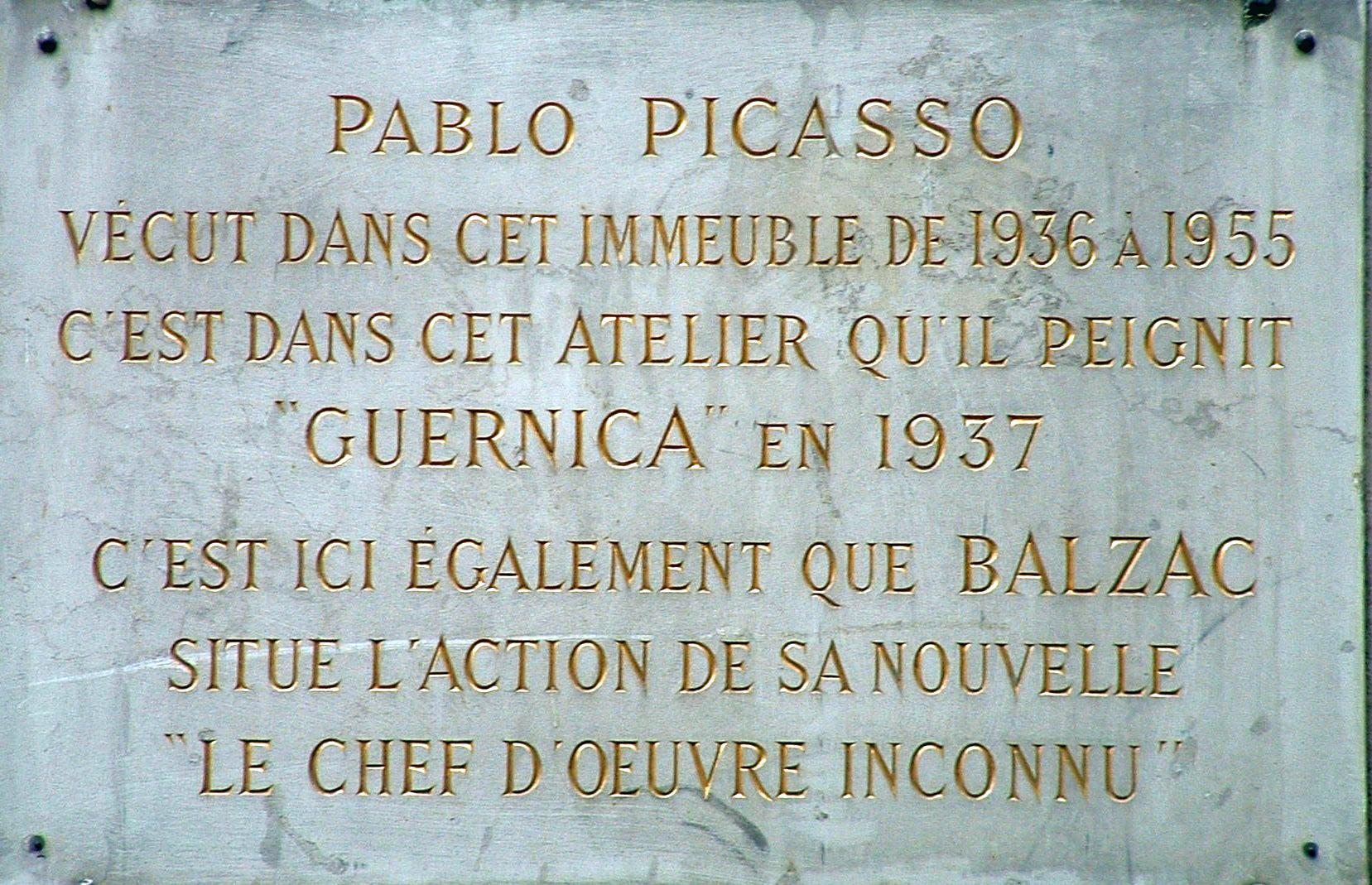
Placa.

En este hotel, Honoré de Balzac ubicó el estudio del pintor Frenhofer de su cuento La obra maestra desconocida . Además, Pablo Picasso ejecutó allí el cuadro Guernica en 1937. Una placa conmemorativa en la fachada recuerda estos episodios.